# Jean-Pierre Kutwa
Jean-Pierre kardinál Kutwa (* 22. prosince 1945, Blockhauss, Pobřeží slonoviny) je římskokatolický kněz, emeritní arcibiskup abidžanský (2006-2024) a od roku 2014 také kardinál.

## Mládí a kněžství
Narodil se Martinu Kutwanovi a Louise Ahouoové. Byl pokřtěn 4. ledna 1946 ve farnosti St. Pierre ve svém rodném městě. Své první přijímání získal 8. července 1955 ve stejném kostele. Svá studia začal na škole St. Jean Bosco v Treichville a 18. září 1955 vstoupil do Petit-Clerc v Bingerville. Vstoupil do Menšího semináře v Bingerville kde ukončil svá středoškolská studia a 2. října 1964 vstoupil do Velkého semináře v Anyama kde studoval filosofii a teologii. Dne 20. prosince 1970 získal jáhenské svěcení od Bernarda Yago, arcibiskupa Abidjanu v kostele Notre Dame du Perpétuel Secours v Treichville.
Kněžské svěcení přijal 11. července 1971 od Bernarda Yago. Působil jako vikář a farář katedrály svatého Pavla, kaplan Jeunes Étudiants Chrétiens a učitel hudby v noviciátu Notre Dame v Moossou. V roce 1977 se stal národním ředitelem Œuvres. Studoval na Catholic Institute of Occidental Africa a od roku 1984 na Papežské univerzitě Urbaniana, kde získal doktorát z biblické teologie. Navštívil krátce Jeruzalém, poté Washington. Roku 1997 měl vážnou autonehodu a v nemocnici strávil 8 měsíců.

## Biskup a kardinál
Dne 15. května 2001 ho papež Jan Pavel II. jmenoval metropolitním arcibiskupem Gagnoy. Na biskupa byl vysvěcen 16. září téhož roku z rukou Bernarda Agré, spolusvětiteli byli Laurent Akran Mandjo a Barthélémy Djabla, poté 29. června 2001 přijal od papeže Jana Pavla II. pallium. Funkci arcibiskupa Gagnoy vykonával až do 2. května 2006, kdy byl jmenován arcibiskupem Abidjanu, téhož dne byl také jmenován apoštolským administrátorem arcidiecéze Gagnoa.
Dne 22. února 2014 jej papež František jmenoval kardinálem.